# Токамати
Токамати (яп. 十日町市 Токамати-си) — город в Японии, расположенный в южной части префектуры Ниигата. Основан 31 марта 1954 года путём объединения посёлка Токамати и сёл Накадзё, Кавадзи и Рокка. 1 декабря 1954 года город поглотил село Ёсида уезда Накауонума; 1 февраля 1955 года — село Симодзё этого же уезда; 1 апреля 1962 года — село Мидзусава того же уезда; 1 апреля 2005 года — посёлок Каваниси и село Накасато. Площадь города составляет 589,92 км², население — 55 790 человек (1 августа 2014), плотность населения — 94,57 чел./км².

## Города-побратимы
- Комо, Италия